# هنري تشاندلر كاولز

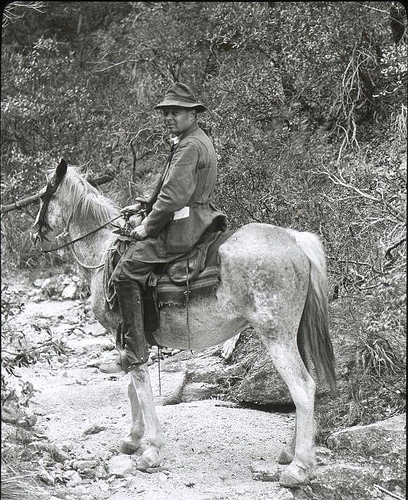
كاولز في جبال سانتا كاتالينا في أريزونا

هنري تشاندلر كاولز (بالإنجليزية: Henry Chandler Cowles)‏ (27 فبراير 1869 - 12 سبتمبر 1939) كان عالم نبات أمريكي ورائد في مجال الإيكولوجية (علم البيئة). ولد في كنجستون، في ولاية كونكتكت، ذهب إلى جامعة أوبرلين في أوهايو. درس في جامعة شيكاغو مع عالم تصنيف النباتات جون ميرل كولتر وبروفيسور الجيولوجيا توماس تشراودر تشامبرلن على أساس أنهم مدرسين رئيسيين. حصل على (Ph.D)والتي معناها دكتور فلسفة في عام 1898 لدراسته في مشروع السلسلة الوراثية الخضرية عند الكثبان الرملية قرب بحيرة ميتشغن.
إيحاء كتاباته أتت عندما قرأ مجلة [Plantesamfund] الهولندية والتي معناها (علم البيئة النباتية : مقدمة لدراسة المجتمعات النباتية)بقلم عالم النباتات الهولندي والرائد في مجال علم البيئة يوجين وارمنج، وقد كانت ترجمة مصطلح وارمنج في الإنجليزية Oecology أدى إلى جعل كويلس من الناشرين الأساسيين لمصطلح الإيكولوجي في الولايات المتحدة.
درس كويلس الهولندية حتى يكون باستطاعته قراءة النسخة الأصل، وبعد ذلك في عام 1905 زار وارمنج في كوبنهاغن.
كويلس كان من الأعضاء الموجدين للجمعية الإيكولوجية الأمريكية.
أحد مواقع دراسات مجاله سمي الآن بمستنقع كويلس تكريما له، مستنقع كويلس ومواقع كثبان رملية أخرى احتفظت للعوام على أنها جزء من كثبان انديانا الوطنية.
من بين طلاب كويلس ممن تقدم في علم البيئة الأمريكي هم: فكتور شيلفورد، وويليام سكنر كوبر، وباول سيرز، وجورج دامون فولر، ووالتر كوتام، وأرثر فيستال، وماي تيلجارد واتس. وقد خدم كويلس أيضا على أساس مساعد ميداني خاص للمسح الجيولوجي للولايات المتحدة.
من إصداراته:
- العلاقات الإيكولوجية للحياة النباتية على الكثبان الرملية في بحيرة ميتشغن (1899)
- كتاب النصوص في علم النبات.(1910)
- المجتمعات النباتية في شيكاغو والمناطق المجاورة.

## روابط خارجية
- هنري تشاندلر كاولز على موقع الموسوعة البريطانية (الإنجليزية)